# Não-cognitivismo teológico
Não-cognitivismo teológico é a visão de que qualquer afirmação sobre Deus é sem sentido. De acordo com ela, a inverificabilidade de Deus parte de que essa própria palavra não tem um sentido consensualmente reconhecido. É usualmente considerada sinônimo de ignosticismo.

## Inconsistência da palavra "Deus"
De acordo com a tradição teísta surgida entre os hebreus (e que é a mais conhecida dos tempos atuais) existe um ser único e supremo responsável pelos desígnios e pela criação do Universo. Essa visão monoteísta é tão popularmente difundida que, ao se dizer "Deus", parece se estar falando de algo óbvio, que na verdade não é. Há por exemplo linhagens politeístas e panteístas que dão à palavra "Deus" significados completamente diversos, quando não opostos. Assim, o não-cognitivismo teológico sustenta que a simples pergunta "Deus existe?" não tem qualquer sentido, por não informar a qual dos (potencialmente infinitos) deuses (já descritos ou não) se refere.
George H. Smith usa uma abordagem baseada em atributos, numa tentativa de provar que não existe um conceito para o termo "Deus": ele argumenta que não há atributos significativos, apenas atributos relacionais ou negativamente definidos, tornando o termo sem sentido.
Deste modo, os partidários do não-cognitivismo teológico consideram as afirmações sobre a existência ou inexistência de Deus igualmente improcedentes. Pessoas poderiam debater sobre abstrações de amplo reconhecimento humano, como dor ou alegria, ou até amor (ainda que este de uma forma mais genérica), mas quem transferisse uma hipotética experiência transcendental para o campo da linguagem estaria necessariamente compondo absurdos, dada a subjetividade da questão.

## Diferenças em relação aateísmoe aagnosticismo
O não-cognitivismo teológico pode ser relacionado ao ceticismo puro, e é cada vez mais entendido como uma corrente isolada, também chamada de ignosticismo.
Os não-cognitivistas teológicos afirmam que ser um ateu convicto é dar credibilidade ao conceito de Deus, assumindo que há realmente algo compreensível para não se acreditar. A discordância em relação aos ateus fortes encontra-se nessa recusa de que a palavra "Deus" contenha uma proposição exprimível. Além disso, o não-cognitivismo teológico não nega necessariamente experiências pessoais que superem a realidade comum, o que também os separa da postura ateísta.
Em relação ao agnosticismo, a diferença é mais sutil (e até confusa) mas existe. O não-cognitivista teológico não pode considerar a existência ou não de Deus uma questão irresolvível, pois rejeita a própria questão. Para a questão ser válida, seria necessária a assunção prévia de uma acepção para a palavra Deus (o que a priori validaria uma crença) ou uma questão para cada acepção possível (o que seria impraticável, sendo essas acepções potencialmente infinitas).